# Leila Zelli
Leila Zelli (1981) é uma artista iraniano-canadiana. Zelli nasceu em Teerão e vive e trabalha em Montreal, Quebec.
O seu trabalho encontra-se incluído nas colecções do Musée d'art contemporain de Montréal e do Musée des beaux-arts de Montréal.